# Бри, Ирис
Ирис Бри (фр. Iris Bry; род. 8 августа 1995) — французская актриса.

## Биография
За роль в фильме «Хранительницы» была номинирована на премию «Сезар» в категории «Самая многообещающая актриса». За роль в этом же фильме была номинирована на премию «Люмьер» в категории «Самая многообещающая актриса».

## Фильмография
- 2017 : Хранительницы Ксавье Бовуа : Франсин Риан
- 2020 : Крёстная мама Жан-Поль Саломе : Гортензия Портфё
- 2020 : Un petit fils Ксавье Бовуа